# Гуанчи (језик)
Гуанчи језик (гуанчски језик; guanche; ISO 639-3: gnc), изумрли језик Гуанча који се до 16. века говорен на Канарским острвима пред мароканском обалом. У 15. веку је имао око 20.000 говорника.
Његова припадност берберској групи језика је доведена у питање.. Гуанчи су називани и Берберима Канарских острва и наводно су се на острва населили са северноафричког копна. Данашња етничка заједница сматра да воде порекло од остатака истребљених Гуанча и служи се шпанским језиком [spa]. Популација им износи око 915.000.
Неке речи са списка њиховог језика, као што су антропоними и топоними, су необјашњиво сличне дравидским.